# Oreste Lodigiani
Oreste Lodigiani (Lodi, 27 agosto 1941) è un politico italiano.

## Biografia
Insegnante, è laureato in Filosofia all'Università degli Studi di Pavia.
Segretario amministrativo e provinciale del Partito Socialista Italiano a Milano, è stato consigliere regionale in Lombardia dal 1975 al 1983 e vice presidente della Regione Lombardia. In tale anno viene eletto deputato nella circoscrizione di Milano-Pavia; è segretario della VIII Commissione dei Lavori Pubblici. Viene confermato alla Camera alle elezioni politiche del 1987, concludendo il proprio mandato nel 1992.